# Chromis hanui
A Chromis hanui a sugarasúszójú halak (Actinopterygii) osztályának sügéralakúak (Perciformes) rendjébe, ezen belül a korállszirtihal-félék (Pomacentridae) családjába tartozó faj.

## Előfordulása
A Chromis hanui előfordulási területe a Csendes-óceán keleti felének a középső részén van; főleg Hawaii tengervizeiben.

## Megjelenése
Ez a korállszirtihal elérheti a 6 centiméteres hosszúságot. A hátúszóján 12 tüske és 13 sugár van, míg a farok alatti úszóján 2 tüske és 13-14 sugár látható. Ennek a halnak a teste rövid, emiatt majdnem kerek alakúnak mutat. A test alapszíne sötétbarna, a mellúszók tövén fekete folttal. A hátúszó és farok alatti úszó végei, valamint a faroktő és a farokúszó fehérek; az utóbbi vége majdnem átlátszó.

## Életmódja
Trópusi és tengeri hal, amely a korallszirtek peremén, vagy a vízalatti sziklaszirtek szélén él. 6-50 méteres mélységek között tartózkodik. Nem vándorol. A felnőtt példányok nagy rajokat alkotnak. Csak az ívási időszakban szakadnak el a rajtól és alkotnak párokat.

## Szaporodása
Az ívási időszakban a hím őrködik a ragadós ikrák fölött és farokúszójával mozgatja a vizet, de megeszi azokat az ikrákat, amelyek nem kelnek ki.

## Felhasználása
Az akváriumok számára ipari mértékben halásszák.